# Іскра (калькулятори)
Іскра — серія радянських калькуляторів, розроблених в кінці 1960-х років. На час виготовлення ці пристрої називались «настільними клавішними електронними обчислювальними машинами».
Розробка велась в Інституті електронних управляючих машин у Москві під керівництвом Бориса Фельдмана, також до неї долучались колективи інших науково-дослідних інститутів та заводів. Одна з модифікацій була розроблена в Інституті кібернетики АН УРСР. Виробництво відбувалось на багатьох радянських заводах, зокрема на заводі лічильних машин «Счетмаш» у місті Курськ.
Було випущено більше мільйона штук пристроїв усіх модифікацій.

## Різновиди
- «Іскра-12» та «Іскра-22» — перші машини серії. Розробка почалась у березні 1967, серійний випуск з 1969 року.
- «Іскра-13» — модель, розроблена в Інституті кібернетики АН УРСР у 1966–1968 роках. Була випущена невеликою серією, конструктивно відрізнялась від інших моделей ряду.
- «Орбіта» — модель зі схожими характеристиками, але розроблена окремо. Згодом також випускалась під іменем «Іскра-11»[2]
- «Іскра-11М» — вдосконалений варіант «Іскри-12»
- «Іскра-111т» — вдосконалений варіант, випускалась з 1971 року.
- «Іскра-122», «Іскра-122М» — випускалась з 1972 по 1978.
- «Іскра-122-1»
- «Іскра-123»
- «Іскра-124»
- «Іскра-210», «Іскра-210М» (також відомі як «УВ-1»[3]), «Іскра-211» (відома як «МК-44»[4]), — окрема серія пристроїв, можливі були лише основні арифметичні операції.
- «Іскра-1103»
- «Іскра-1122»
- «Іскра-2210», «Іскра-2240», «Іскра-2240М» — ще одна окрема серія зі спрощеними можливостями, випускались з середини вісімдесятих років

## Характеристики
ЕОМ «Іскра» могли виконувати з урахуванням знаків і ком такі операції над 16-розрядними десятковими числами: алгебраїчне додавання, віднімання, множення, ділення (кожна з цих операцій може використовувати введений операнд або константу з пам'яті), добування квадратного кореня. Також було можливе обчислення елементарних функцій (sin, cos, tg, ctg, sh, ch, th, cth, степінь e, натуральний та десятковий логарифми тощо).
Числа в машині подавались природним розміщенням коми у десятковій системі числення. Результати виводились на 16-розрядний індикатор з цифровими індикаторними лампами.
Вага машини становила від 25 кг у перших моделей до 6 в наймолодших.